# Aydınspor
Aydınspor (vollständiger Name Aydın Spor Külübü) ist ein türkischer Fußballverein aus der westtürkischen Stadt Aydın. Der Verein spielte in den 1990er Jahren insgesamt drei Spielzeiten in der Süper Lig und befindet sich in deren ewigen Tabelle auf dem 55. Platz. Er ist vom Verein Aydınspor 1923 ist ein von Aydınspor unabhängiger Verein und versucht diesen zu übernehmen.

## Geschichte
Der Verein bildete sich durch den Zusammenschluss mit den Vereinen Akınspor, Esnafspor und Hilalspor.
Die Farben des Vereins sind Schwarz-Weiß. Der erste Trainer war der Serbe Boris Jordonevski.
Der Verein spielte in den Jahren 1990 bis 1993 in der Süper Lig, der ersten türkischen Liga. Auf der Ewigen Tabelle der Süper Lig belegt Aydınspor den 52. Rang. Der Verein verpasste in der Viertligasaison 2008/09 den Klassenerhalt und stieg somit zum ersten Mal in seiner Vereinshistorie in die Amateurliga ab. Seither spielte der Verein in den unteren türkischen Amateurligen. Zeitgleich zum Abschied Aydınspors aus dem türkischen Profifußball, änderte der Lokalrivale Aydın Belediyespor seinen Namen in Aydınspor 1923, übernahm die Vereinsfahren Aydınspors und stellte ein neues Vereinslogo vor, welches sich von dem Logo von Aydınspor lediglich in der Jahreszahl unterschied. Dieser Verein stieg zum Sommer 2011 in den türkischen Profifußball auf.
Fenerbahçe Istanbul hat es in den einzigen drei Jahren Erstligazugehörigkeit von Aydınspor nicht geschafft, ein Heimspiel gegen die Zeybeks zu gewinnen: Im allerersten Süper Lig-Spiel der Vereinsgeschichte in der Saison 1990/91 besiegten die Schwarz-Weißen Efes den Istanbuler Prestigeclub auswärts mit 1:6. In der darauffolgenden Saison gelang erneut ein Auswärtssieg bei den Blau-Gelben, ein überzeugender 1:2-Sieg. In der letzten Erstligasaison von Aydınspor konnte der ägäische Vertreter den Istanbulern immerhin noch ein Unentschieden abluchsen.

## Erfolge
- Tabellenfünfter der Süper Lig: 1991/92
- Meister der TFF 1. Lig: 1989/90
- Aufstieg in die Süper Lig: 1989/90
- Meister der TFF 2. Lig: 1984/85
- Aufstieg in die TFF 1. Lig: 1984/85
- TSYD-Izmir-Pokalsieger: 1997/98

## Ligazugehörigkeit
- 1. Liga: 1990–1993
- 2. Liga: 1966–1984, 1985–1990, 1993–2002
- 3. Liga: 1984–1985, 2002–2006
- 4. Liga: 2006–2009
- Untere Amateurligen:  seit 2009

## Rekordspieler
| Rang                 | Name                  | Einsätze | Zeitraum  |
| -------------------- | --------------------- | -------- | --------- |
| 01.                  | İsmail Taviş          | 82       | 1990–1993 |
| 02.                  | Djamel Amani          | 76       | 1990–1993 |
| 03.                  | Ercan Kılıç           | 68       | 1990–1993 |
| 04.                  | Gazi Akkuş            | 56       | 1990–1993 |
| 05.                  | Eser Kardeşler        | 54       | 1990–1992 |
| 05.                  | Önder Kon             | 54       | 1990–1993 |
| 06.                  | İlker Yağcıoğlu       | 50       | 1990–1992 |
| 07.                  | Faruk Korkmaz         | 45       | 1990–1992 |
| 07.                  | İlhan Sancaktar       | 45       | 1991–1993 |
| 08.                  | Hikmet Şıktaşlılar    | 41       | 1990–1993 |
| 09.                  | Osman Özköylü         | 40       | 1991–1993 |
| 10.                  | Osman Hayrettin Tabak | 39       | 1990–1992 |
| Stand: 25. März 2016 |                       |          |           |

| Rang                 | Name               | Tor | Einsätze | Tor/Spiel |
| -------------------- | ------------------ | --- | -------- | --------- |
| 01.                  | Faruk Korkmaz      | 12  | 45       | 0,27      |
| 02.                  | İsmail Taviş       | 11  | 82       | 0,13      |
| 03.                  | Nordin Neggazi     | 10  | 28       | 0,36      |
| 03.                  | Hikmet Şıktaşlılar | 10  | 41       | 0,24      |
| 03.                  | İlker Yağcıoğlu    | 10  | 50       | 0,2       |
| 04.                  | Djamel Amani       | 9   | 76       | 0,12      |
| 05.                  | Cengiz İğneci      | 7   | 26       | 0,27      |
| 06.                  | Hakan Şimşek       | 4   | 24       | 0,17      |
| 06.                  | İlhan Sancaktar    | 4   | 45       | 0,09      |
| 07.                  | Nail Dinçer        | 3   | 14       | 0,21      |
| 07.                  | Mustafa Gölpınar   | 3   | 17       | 0,18      |
| 07.                  | Ercan Kılıç        | 3   | 68       | 0,04      |
| Stand: 24. März 2016 |                    |     |          |           |

## Ehemalige bekannte Spieler
| - Gazi Akkuş - Djamel Amani - Necati Ateş - Ahmet Çağıran - Nail Dinçer - Tahar Chérif El-Ouazzani - Cengizhan Hınçal - Mustafa Gölpınar - Murat Gürbüzerol - Tayfun Hut - Reha Kapsal - Adnan Karahan - Eser Kardeşler | - Kayhan Kaynak - Ercan Kılıç - Önder Kon - Faruk Korkmaz - Selahattin Meral - Musa Muro - Nordin Neggazi - Güven Önüt - Cengiz İğneci - Ahmet İlhan Özek - Osman Özköylü - Evren Özyiğit - Kadri Sancak | - İlhan Sancaktar - Hikmet Şıktaşlılar - Hakan Şimşek - Hakan Söyler - Osman Hayrettin Tabak - Coşkun Taş - İsmail Taviş - Mesut Toros - İsa Turan - Akın Vardar - Erbil Uzel - İlker Yağcıoğlu |

## Ehemalige Trainer (Auswahl)
- Orhan Sözen (August 1968 – ?)[2]
- Ergun Kantarcı (Juli 1994 – Oktober 1994)
- Şenol Çorlu (Februar 1997 – Mai 1998)
- Ergun Kantarcı (Oktober 1998 – Februar 1999)
- Levent Arıkdoğan (Dezember 2001 – Februar 2002)